# SpVgg Blau-Weiß 1890 Berlin
SpVGG Blau-Weiß 1890 Berlin was een Duitse voetbalclub uit de hoofdstad Berlijn. De club ontstond door de fusie van Berliner FC Vorwärts 1890 en Berliner TuFC Union 1892.

## Geschiedenis
Berliner FC Vorwärts 1890 was al vroeg een van de toonaangeven clubs uit Berlijn en werd in 1921 nog vicelandskampioen.
Berliner TuFC Union 1892 werd in 1905 zelfs landskampioen na de finale gewonnen te hebben van Karlsruher FV.
Beide clubs hadden al wat van hun pluimen verloren midden jaren twintig en op 27 juli 1927 fuseerden ze tot SpVgg Blau-Weiß 1890 Berlin. Aanvankelijk was de fusie geen succes want de club eindigde afgetekend laatste met slechts vijf punten. Na dit seizoen fuseerde de club opnieuw, met BSC Arminia 08, maar bleef wel de naam behouden. Na twee seizoenen keerde de club terug naar de hoogste klasse van de Brandenburgse competitie en werd gedeeld vierde. De volgende twee jaar eindigde de club in de middenmoot.
In 1933 kwam de NSDAP aan de macht in Duitsland. De regionale voetbalbonden werden afgeschaft en vervangen door 16 Gauliga's. In vele regio's verdwenen clubs voorgoed uit de schijnwerpers maar voor de Berlijnse clubs veranderde er weinig omdat de Gauliga Berlin-Brandenburg grotendeels overeenkwam met het spelersveld van de Brandenburgse voetbalbond. Door een vijfde plaats in 1932/33 kwalificeerde de club zich hiervoor. Na twee vierde plaatsen op rij ging het bergaf en in 1936/37 degradeerde de club.
Na één seizoen promoveerde de club weer en werd meteen kampioen. Ze eindigden samen met Hertha BSC eerste, maar door een beter doelsaldo kreeg Blau-Weiß de titel en nam zo ook deel aan de eindronde om de landstitel. In de groepsfase met Hamburger SV, VfL Osnabrück en Hindenburg Allenstein werd de club laatste. Het volgende seizoen werd de Gauliga in twee groepen van zes verdeeld. Blau-Weiß werd nipt groepswinnaar, met één punt voorsprong op Lufthansa SG Berlin en SV Elektra Berlin. In de finale om de titel won de club eerst met 2:1 van SC Union 06 Oberschöneweide, maar verloor de terugwedstrijd met 3:0. Na een derde plaats werd de club in 1941/42 opnieuw kampioen. De eindronde werd nu in bekervorm gespeeld. Na overwinningen op LSV Pütnitz, SV Dessau 05 en VfB Königsberg verloor de club in de halve finale van First Vienna FC. In de wedstrijd om de derde plaats versloeg de club nog Kickers Offenbach met 4:0. De volgende twee seizoenen eindigde de club in de middenmoot. Het laatste seizoen van de Gauliga werd na dertien speeldagen afgebroken, op dat moment stond de club tweede achter Berliner SV 92.
Na de Tweede Wereldoorlog werden alle Duitse sportorganisaties ontbonden. In Berlijn werd per stadsdeel een nieuwe club opgericht dat telkens de naam SG (Sportgemeinschaft) kreeg. Zo werd SG Mariendorf de officieuze opvolger van Blau-Weiß. Er waren vier reeksen van de Berliner Stadtliga in het eerste seizoen en de club werd groepswinnaar. In de finalegroep verloren ze alle wedstrijden. Na een middenmootplaats degradeerde de club in 1947/48. In 1949 werd opnieuw de historische naam aangenomen en een jaar later volgde promotie.
De volgende eindigde steevast in de middenmoot of net boven de degradatiezone. In 1959/60 werd de club slachtoffer van competitie-inkrimping en degradeerde. In 1963 kon de club terug promoveren, maar door de invoering van de Bundesliga als nieuwe hoogste klasse werd de Oberliga Berlin ontbonden. De Regionalliga Berlin werd nu de tweede klasse en hiervoor kwalificeerde de club zich wel. Na jaren in de middenmoot eindigde de club begin jaren zeventig in de subtop. In 1972/73 werd de club kampioen, maar kon geen promotie naar de Bundesliga afdwingen via de eindronde. Het volgende seizoen werd de club met grote achterstand derde en kwalificeerde zich niet voor de 2. Bundesliga, die hierna de tweede klasse werd. De club ging nu in de Oberliga Berlin spelen dat de derde klasse werd.
Na twee vierde plaatsen ging het bergaf en in 1977/78 degradeerde de club naar de Landesliga. Na één seizoen keerde de club terug, maar kon het maar twee seizoenen volhouden in de Oberliga.
Dan begon de succesvolste periode in de clubgeschiedenis. Na twee seizoenen Landesliga promoveerde Blau-Weiß en werd meteen kampioen van de Oberliga. Via de eindronde kon de club promotie afdwingen naar de 2. Bundesliga. In het eerste seizoen werd de club zevende. Het jaar erop werd de club zelfs vicekampioen achter FC Homburg, parallel met het succes van Blau-Weiß degradeerden dat jaar de twee andere grote clubs, Hertha en Tennis Borussia uit de 2. Bundesliga, waardoor de club het seizoen erop de enige Berlijnse club was in de twee hoogste klassen.
In seizoen 1986/87 werd de club laatste en degradeerde meteen weer uit de Bundesliga. De volgende jaren deed de club het nog steeds goed met goede plaatsen in de middenmoot van de 2. Bundesliga. Herhta BSC was intussen wel weer over de club gesprongen en promoveerde naar de Bundesliga. In 1991/92 werd de club tiende, maar kreeg geen licentie voor het volgende seizoen. Op 28 juni van dat jaar besloot de club het faillissement aan te vragen. Een dag later werd opvolger SV Blau Weiss Berlin opgericht, dat in de onderste klasse, de Kreisklasse C terug begon.

## Erelijst
- Gauliga Berlin-Brandenburg

1939, 1942

## Bekende (ex-)spelers
- Ivan Jaremtsjoek
- René Vandereycken